# 萊爾德鎮區 (內布拉斯加州費爾普斯縣)
萊爾德鎮區（英語：Laird Township）是位於美國內布拉斯加州費爾普斯縣的一個行政鎮區。

## 地方資料
萊爾德鎮區的面積為92.68平方千米，當中陸地面積為92.47平方千米，而水域面積為0.21平方千米。根據2020年美國人口普查的數據，當地共有人口529人，而人口密度為每平方千米5.71人。